# Alias a Gentleman
Alias a Gentleman is een Amerikaanse filmkomedie uit 1948 onder regie van Harry Beaumont.

## Verhaal
Tijdens zijn gevangenisstraf heeft de boef Jim Breedin zich voorgenomen een heer van stand te worden. Zijn kompaan gelooft dat Breedin iets verborgen houdt voor hem. Hij huurt dus een actrice in, die zich voordoet als zijn dochter. Breedin raakt erg gesteld op haar en uiteindelijk biecht zij haar bedrog op. Wanneer ze wordt ontvoerd door handlangers van zijn kompaan, gebruikt Breedin zijn spaargeld om het losgeld te betalen. Als een stel boeven daarna de bank berooft, wordt Breedin opgepakt op verdenking van medeplichtigheid.

## Rolverdeling
| Acteur          | Personage     |
| --------------- | ------------- |
| Wallace Beery   | Jim Breedin   |
| Tom Drake       | Johnny Lorgen |
| Dorothy Patrick | Elaine Carter |
| Gladys George   | Madge Parkson |
| Leon Ames       | Matt Enley    |
| Warner Anderson | Charlie Lopen |
| John Qualen     | No End        |
| Sheldon Leonard | Harry Bealer  |
| Trevor Bardette | Jig Johnson   |
| Jeff Corey      | Zu            |
| Marc Krah       | Spats Edwards |
| William Forrest | Carruthers    |